# Kourou
Kourou is een Franse gemeente in het departement Frans-Guyana, ongeveer 43 km ten noordwesten van de hoofdstad Cayenne. De gemeente telde 24.470 inwoners op 1 januari 2022. De hoofdplaats ligt aan de gelijknamige rivier.
Kourou is vooral bekend doordat het grootste deel van de lanceerbasis Centre Spatial Guyanais (CSG) zich hier bevindt, waar de Europese Ruimtevaartorganisatie ESA veel van haar ruimtemissies lanceert. Er worden ook zware commerciële satellieten vanaf deze lanceerbasis gelanceerd. Op 25 december 2021 vond hier de veelbesproken en langverwachte lancering van de James Webb ruimtetelescoop plaats, de opvolger van de Hubble ruimtetelescoop. Het CSG bevindt zich net buiten de stad. Kourou was voor zijn ruimtevaartperiode vooral bekend wegens de nabijgelegen strafkolonie Duivelseiland.
In Kourou werden onderhandelingen gevoerd om een einde te maken aan de Binnenlandse Oorlog die tijdens de jaren tachtig in Suriname woedde. De onderhandelingen, onder voorzitterschap van Romeo van Russel, resulteerden in een vredesakkoord dat in maart 1991 te Kourou werd getekend.

## Geschiedenis
In 1763 werd begonnen met de stichting van een Franse kolonie op deze plaats. Turgot en Thibault de Chanvalon hadden de Compagnie de la France Équinoxiale gesticht en brachten de eerste 2.000 kolonisten over. Ze kwamen slecht voorbereid aan in de plaats, die bestond uit zand en rotsen te midden van moerassen. Honger, tropische en geslachtsziektes maakten vele doden, maar toch ging de aanvoer van nieuwe kolonisten verder. Pas nadat nieuws van het verschrikkelijke lot van de kolonisten Frankrijk bereikte, werd het project stilgelegd. Van de in totaal 15.000 kolonisten, waarvan velen uit Duitstalige landen, waren er nog maar enkele honderden in leven. De meesten keerden terug naar Europa, maar sommigen bleven in Kourou of trokken naar Sinnamary of Iracoubo.
In de 19e eeuw werd er een gevangenis gebouwd en hierrond ontstond een welvarende landbouwexploitatie. Van deze gevangenis is de zogenaamde toren van Dreyfus een herinnering. Deze toren was gebouwd om via semafoor te communiceren met de îles du Salut.
Met de komst van de lanceerbasis kreeg de gemeente een nieuwe impuls. Kourou werd ook een garnizoensstad. Het 3de infanterieregiment van het Franse vreemdelingenlegioen is hier gelegerd om de basis te beschermen.

Kourou heeft twee centra: het oude dorpscentrum met Creoolse architectuur en Kourou-la-Nouvelle, een modern gedeelte met hotels, winkelcentra en moderne architectuur. Tevens zijn er twee dorpen aan de stad vastgegroeid: Saramaka of Saramaca (5° 9′ NB, 52° 38′ WL), een Marrondorp gesticht door Saramacca uit Suriname die naar Kourou trokken om de lanceerbasis te bouwen, en het inheemse dorp Galibi of Village Amérindien (5° 10′ NB, 52° 39′ WL) van de Kari’na stam dat aan het strand ligt.

## Onderwijs
In 1988 is door de Universiteit van de Franse Antillen een campus voor de technische wetenschappen geopend in Kourou genaamd Institut Universitaire de Technologie de Kourou. Verder beschikt de stad over twee lycea (middelbare scholen met baccalaureaat): Elie Castor dat een algemeen opleiding biedt en Gaston Monnerville met een technische specialisatie.

## Saramaka
De Saramacca Marrons waren essentieel voor het vrachtvervoer in het binnenland. In 1883 werd een overeenkomst gesloten tussen de gouverneur van Frans-Guyana en de granman van de Saramacca waarin de stam vrije toegang werd verleend in Frans-Guyana. Het gesloten akkoord is nog steeds van kracht.
In 1967 vertrokken Saramacca uit Suriname om in Kourou een lanceerbasis te bouwen, en stichtten een dorpje in de buurt van Kourou. De Binnenlandse Oorlog (1986–1992) accelereerde de emigratie. De gemeente Kourou begon in 1987 met een renovatieproject omdat het eruitzag als sloppenwijk. Tevens hadden Brazilianen en Haïtianen hun eigen dorpjes aan de stad toegevoegd. Het renovatieproject was in 1991 afgerond, en Saramaka wordt tegenwoordig beschouwd als een wijk van Kourou. Er wonen ongeveer 400 tot 550 Saramacca in het dorp.

## Transport
Kourou werd gesticht aan de monding van de rivier Kourou. Ten westen van het centrum is er een kleine haven. De gemeente ligt aan de autoweg N1, tussen Sinnamary en Macouria. Deze autoweg loopt ten zuiden van het ruimtecentrum. Dit wordt door de route de l'Espace, eigenlijk de oude weg, verbonden met het centrum van de gemeente. Het gedeelte tussen Kourou en Cayenne wordt verdubbeld naar een 2x2 weg, en is anno 2022 al gedeeltelijk klaar, maar het is geen autoweg en buiten bebouwde kom geldt een snelheidslimiet van 90 km/u.
Er vertrekt de boot naar Îles du Salut (Duivelseiland) vanuit Kourou. Kourou heeft een klein vliegveld dat alleen door chartervluchten gebruikt wordt.

## Demografie
Kourou was oorspronkelijk een dorp met 3.117 inwoners in een gebied van 2.160 km² in 1967. De lanceerbasis resulteerde in een forse groei. In 1990 waren er 13.873 inwoners. In de 21e eeuw is het inwonersaantal constant gebleven en is er een kleine daling. In 2019 was het de derde stad van Frans-Guyana met 24.903 inwoners.

## Geboren
- Odsonne Édouard (1998), voetballer

## Galerij

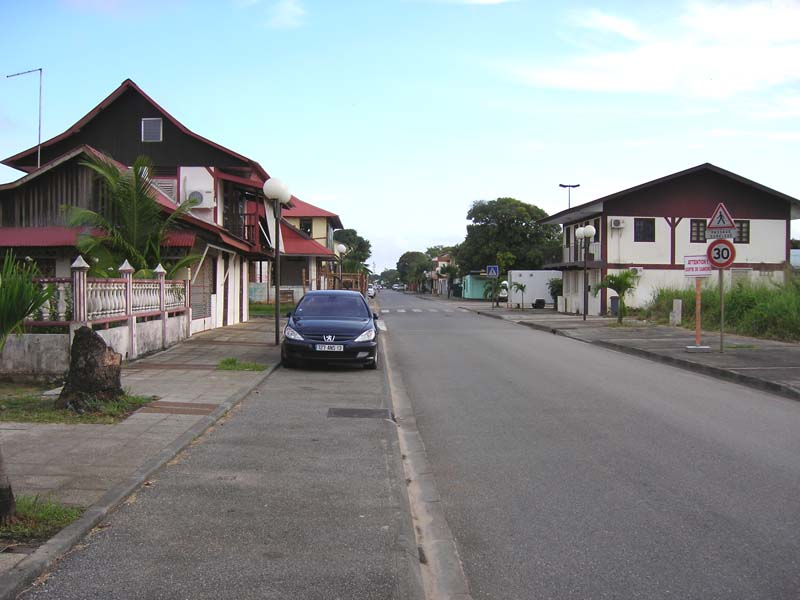
Straatbeeld van Kourou
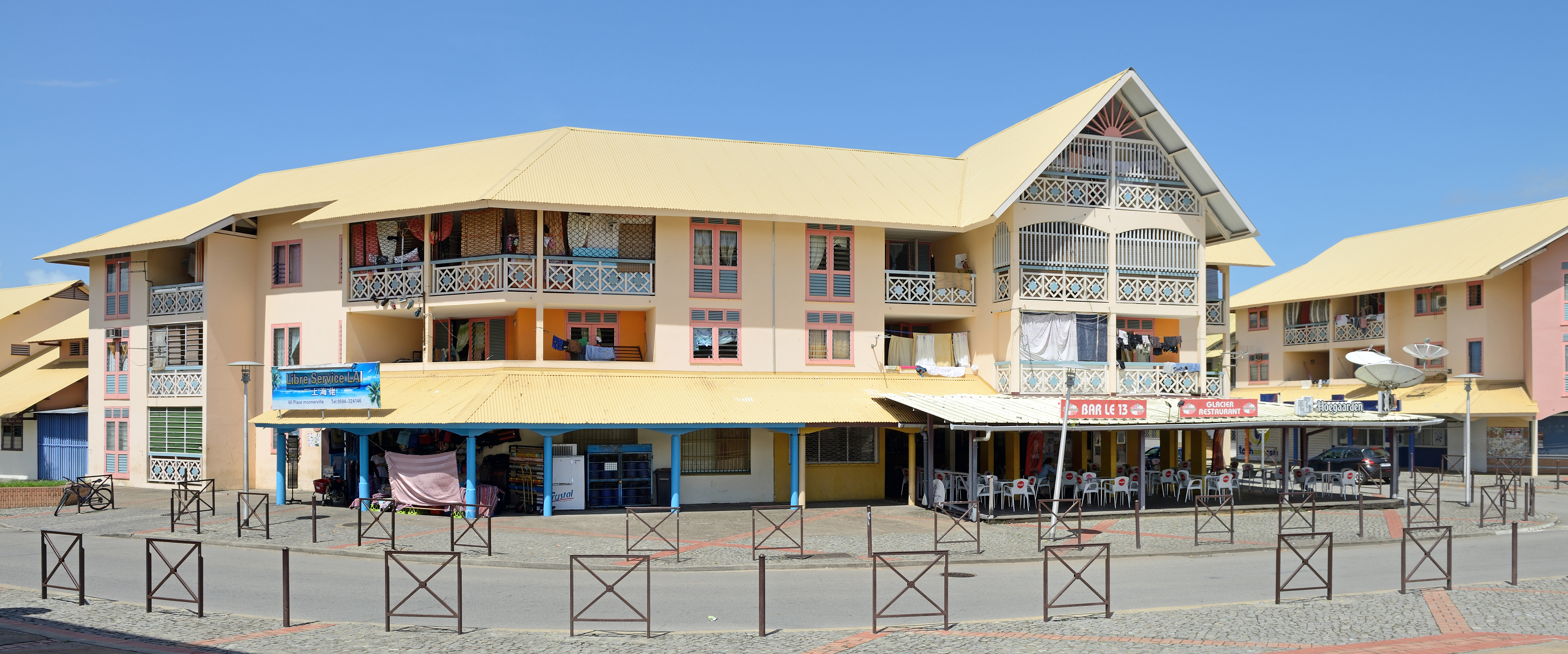
Nieuwe centrum
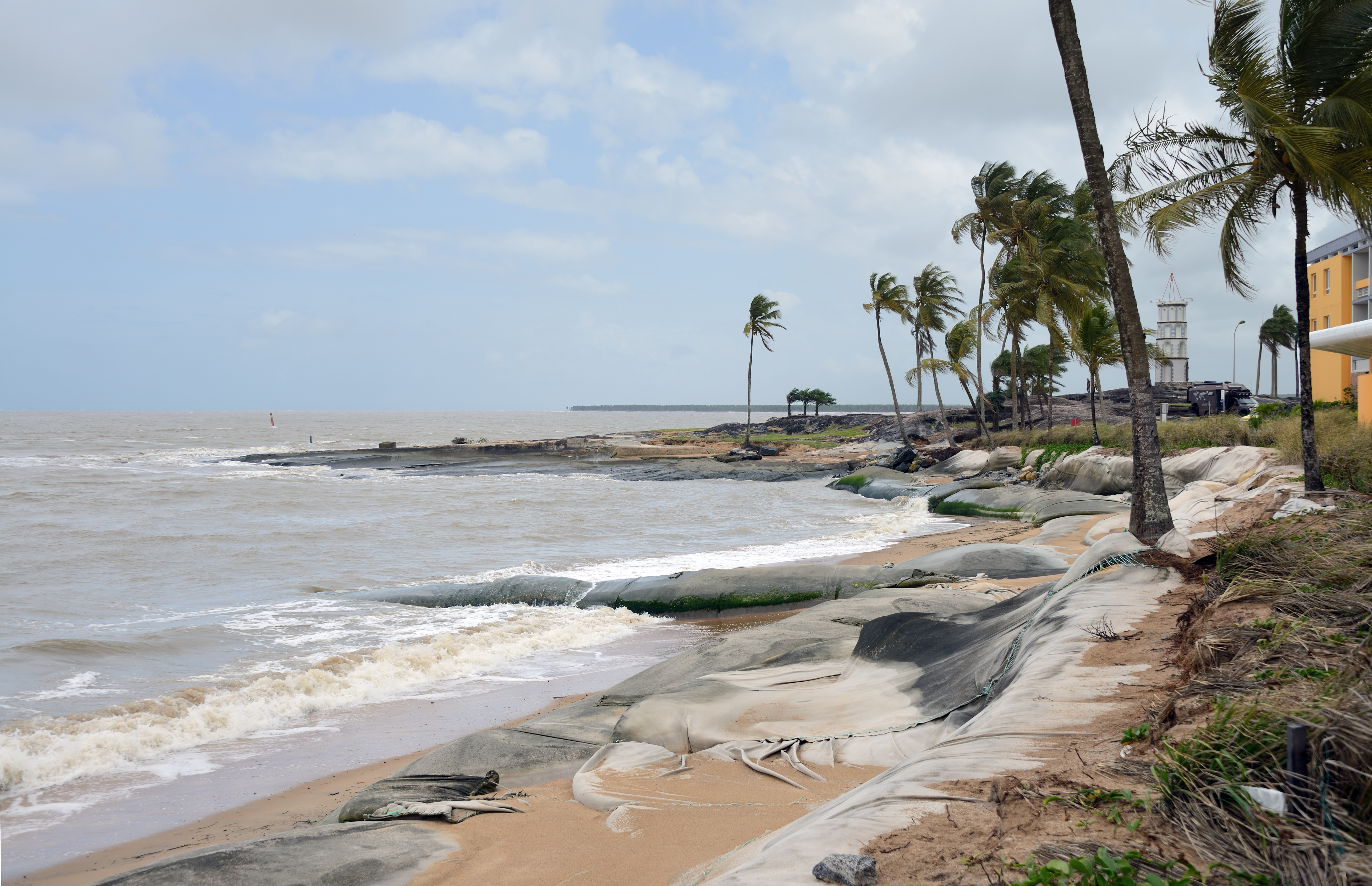
Strand
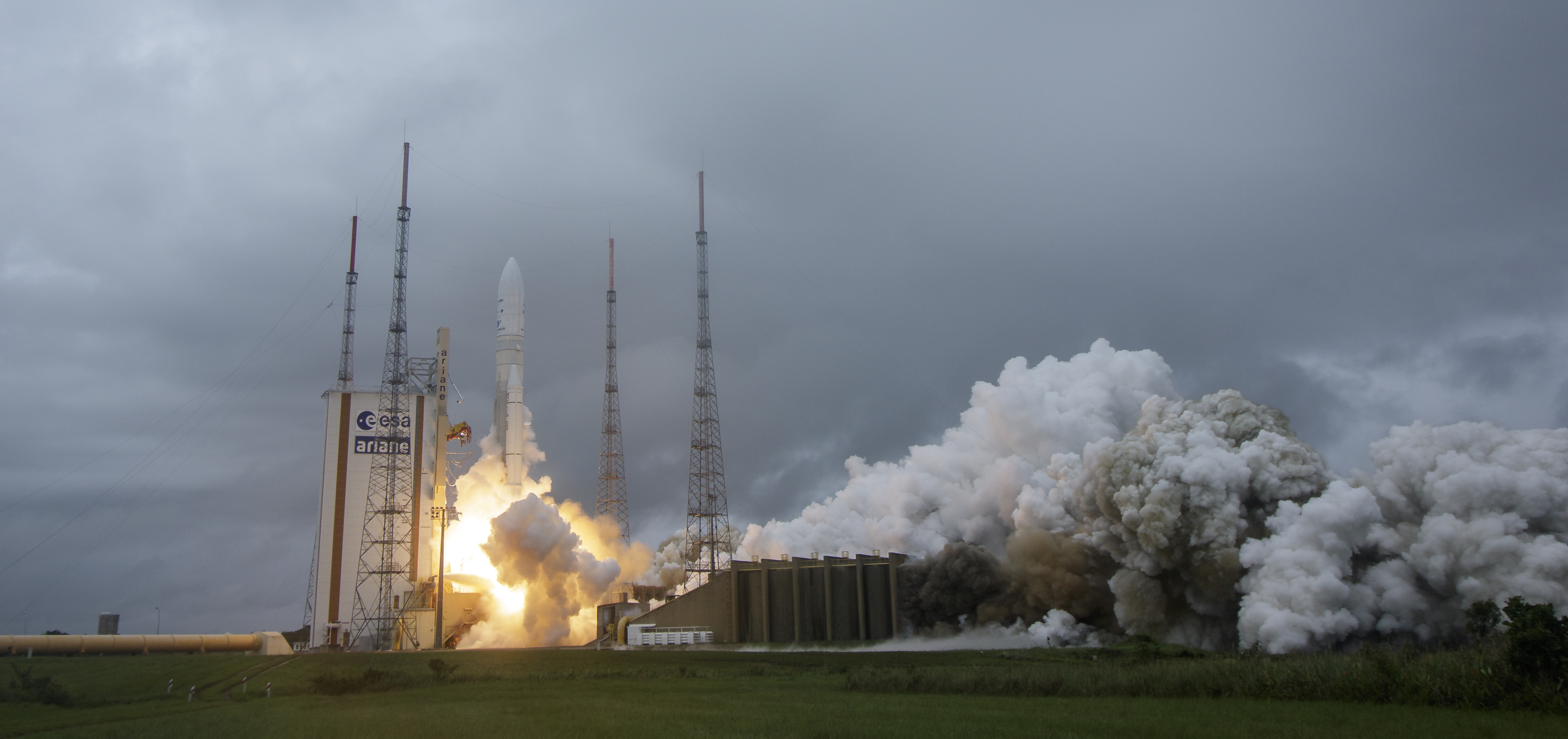
Lancering van de James Webb-ruimtetelescoop